# Yūya Kubo
Yūya Kubo (jap. 久保 裕也, Kubo Yūya; * 24. Dezember 1993 in Yamaguchi, Präfektur Yamaguchi) ist ein japanischer Fußballspieler.

## Karriere

### Verein
Kubo wechselte 2013 von Kyōto Sanga zum Schweizer Erstligisten BSC Young Boys. Sein Debüt in der Super League gab er am 13. Juli 2013 gegen den FC Sion.
Nach insgesamt dreieinhalb Jahren  in Bern wechselte der japanische Nationalspieler im Januar 2017 für zwei Millionen Euro Ablöse zu KAA Gent in die belgische Division 1A.
Zur Bundesligasaison 2018/19 verliehen ihn die Belgier an den 1. FC Nürnberg. Sein erstes und einziges Bundesligator erzielte er für Nürnberg beim 1:1 gegen den FC Schalke 04 am 12. April 2019, dem 29. Spieltag.
Seit Januar 2020 steht Kubo beim FC Cincinnati in der Major League Soccer unter Vertrag.

### Nationalmannschaft
In der Nationalelf Japans kam er bisher zu 13 Länderspielen (2 Tore). Sein Debüt gab er am 11. November 2016 beim Freundschaftsspiel gegen den Oman (4:0) in Kashima, als er in der 71. Minute für Hiroshi Kiyotake eingewechselt wurde.